# جون سفينسون
جون سفينسون (بالسويدية: Johan Svensson)‏ (22 يناير 1981 بالسويد - ) هو لاعب كرة قدم سويدي في مركز الوسط. لعب مع نادي أوسترس وMjällby AIF ‏ وKristianstad FC ‏.

## وصلات خارجية
- جون سفينسون على موقع اتحاد السويد (السويدية)
- جون سفينسون على موقع قاعدة بيانات كرة القدم.إي يو (الإنجليزية)